# Botch
I Botch sono un gruppo musicale hardcore punk e mathcore statunitense formato a Tacoma nel 1993.
Sono stati una delle band più influenti nella scena post-hardcore a cavallo del 2000 oltre ad essere considerati, assieme a gruppi come Nineironspitfire e Coalesce, pionieri del mathcore.

## Storia
Provengono da Tacoma, Washington, e la loro formazione risale al 1993. Dopo una serie di split e di 7" arriva il contratto con l'etichetta discografica Hydra Head Records, la quale ha pubblicato praticamente tutti gli album della band. Il gruppo si scioglie nel 2002, ma continuano ancora le stampe di nuove raccolte e, verso la fine del 2006, di un DVD.
Dopo lo scioglimento dei Botch nessuno dei membri ha formato gruppi di genere analogo. Lo smembramento ha dato luogo a tre gruppi indie quali Minus the Bear, These Arms Are Snakes e Roy, nei quali suonano, rispettivamente, Dave Knudson, Brian Cook, e Dave Verellen e Brian Cook insieme. Da notare che Dave Verellen è il fratello di Ben Verellen, bassista degli Harkonen (altro gruppo dell'etichetta Hydra Head), che è stato batterista nei These Arms Are Snakes nel 2005.
Nel 2022 si sono riformati per un tour mondiale che li terrà impegnati fino al 2024. La band ha dichiarato di non avere in programma di pubblicare nuovi brani o di proseguire le attività dopo la conclusione del tour.

## Formazione
- Dave Verellen - voce
- Dave Knudson - chitarra
- Tim Latona - batteria
- Brian Cook - basso

## Discografia

### Demo
- 1993 - Blind... From Youth Installed

### Album in studio
- 1997 - The Unifying Themes of Sex, Death and Religion
- 1998 - American Nervoso
- 1999 - We Are the Romans

### Album dal vivo
- 2006 - 061502

### Raccolte
- 1997 - The Unifying Themes Of Sex, Death, And Religion
- 2002 - Unifying Themes Redux
- 2016 - Botch

### EP
- 2000 - Méfiance/Cercueil De Papier/Repress/The Whip/Transitions From Persona To Object/Hutton's Great Heat Engine (split con Knut e Ananda)
- 2002 - An Anthology Of Dead Ends

### Singoli
- 1995 - Faction
- 1996 - The John Birch Conspiracy Theory
- 1997 - The Kid/#2/Liquored Up And Laid/The Leaver's Take On Genesis (split con Nineironspitfire)
- 1999 - Frequenting Mass Transit/Idle Hands (split con Murder City Devils)
- 1999 - N.I.B./The Wizard (split con Cave-In)

### Partecipazioni
- 2013 - AA.VV. All About Friends Forever Volume Four

## Videografia
- 2000 - The Edge Of Quarrel - Punk Vs. Straight Edge (split con No Artist e Rocky Votolato)